# Sächsisches Staatsministerium des Innern

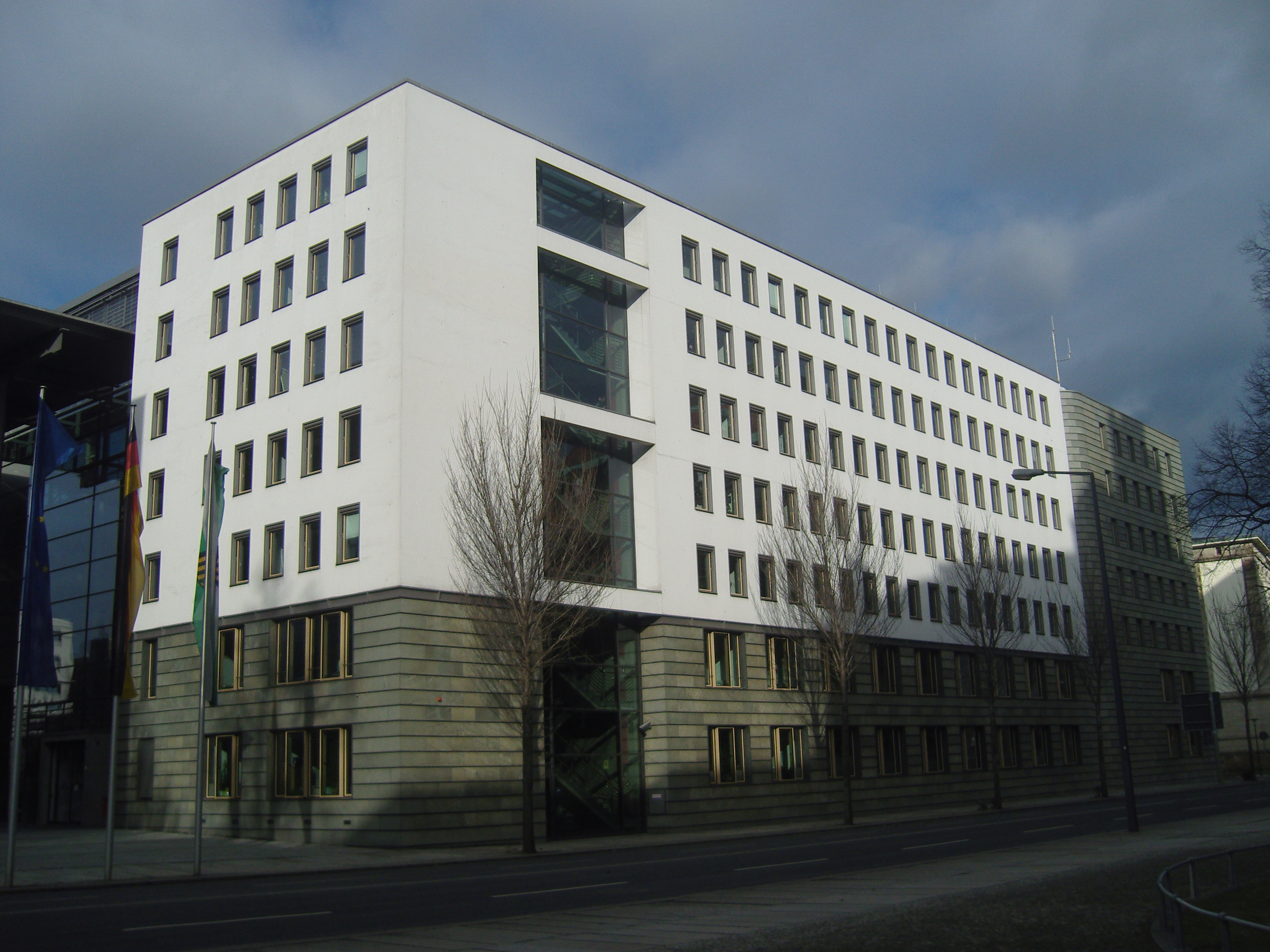
Gebäude des Ministeriums

Das Sächsische Staatsministerium des Innern (SMI) ist als Innenministerium eine Oberste Landesbehörde des Freistaates Sachsen mit Sitz in der Landeshauptstadt Dresden. Es existiert seit dessen Wiedererrichtung im Zuge der Wiedervereinigung 1990. 
Amtssitz des SMI ist seit Frühjahr 1999 das neue Ministerialgebäude in der Wilhelm-Buck-Str. 2 im Regierungsviertel in der Inneren Neustadt.

## Geschichte
Ein Innenministerium bestand von 1831 bis zur Auflösung des Landes Sachsen 1952. Es war damit eines der ältesten Ministerien Sachsens. Es war während der NS-Zeit von 1943 bis 1945 dem Reichsstatthalter Martin Mutschmann direkt unterstellt. 1990 wurde das Innenministerium mit Neuerrichtung des Freistaats Sachsen wiedergegründet. 
Das Amt des Staatsministers hat 2022 Armin Schuster (CDU) inne. Amtschef ist seit 2024 Ulf Bandiko.

## Organisationsstruktur
Das Ministerium gliedert sich in vier Abteilungen, die sich wiederum in zahlreiche Referate unterteilen:
- Abteilung 1: Zentrale Angelegenheiten
- Abteilung 2: Recht und Kommunales
- Abteilung 3: Öffentliche Sicherheit und Ordnung, Landespolizeipräsidium
- Abteilung 4: Bevölkerungsschutz

Zum Ministerium gehört zusätzlich der Beauftragte für Vertriebene und Spätaussiedler sowie die Stabsstellen für Sport und Innenrevision.

### Nachgeordneter Geschäftsbereich
Es sind folgende Behörden nachgeordnet:
Allgemeine Staatsbehörde:
- Landesdirektion Sachsen

Obere besondere Staatsbehörden:
- Fachhochschule für öffentliche Verwaltung und Rechtspflege Meißen, Fortbildungszentrum des Freistaates Sachsen
- Sächsisches Staatsarchiv
- Statistisches Landesamt
- Landesamt für Verfassungsschutz
- die fünf Polizeidirektionen
- Präsidium der Bereitschaftspolizei
- Landeskriminalamt
- Polizeiverwaltungsamt
- Hochschule der Sächsischen Polizei (FH)
- Landesfeuerwehr- und Katastrophenschutzschule

## Aufgaben des Ministeriums
Das Sächsische Staatsministerium des Innern ist für das Staatsgebiet und für die Landeseinteilung (Landesdirektion, Landkreise) Sachsens zuständig. Es organisiert Wahlen und Abstimmungen. Des Weiteren ist es für die sächsischen Beamten verantwortlich. Es kontrolliert das allgemeine Beamtenrecht und Personalwesen für den allgemeinen Verwaltungsdienst einschließlich der Ausbildung und Fortbildung von Beamten. Es hat die Rechtsaufsicht über die staatliche und kommunale Verwaltung oder Gemeindegebietsreformen inne.
Das Ministerium regelt offene Vermögensfragen. Es treibt allgemeine Verwaltungsreformen voran. Ein Weiterer Zuständigkeitsbereich liegt in der Gewährleistung der öffentlichen Sicherheit und Ordnung, insbesondere durch das Polizeiwesen, die Feuerwehr und den Katastrophenschutz. Zudem ist es für den Verfassungsschutz zuständig.
Tätigkeitsbereiche des Ministeriums des Innern liegen im Staatshaftungs- und Regressrecht, dem Bau, Wohnungs- und Siedlungswesen einschließlich der Bauaufsicht, der Koordinierung von Wohngeld und Wohnungsprivatisierung, dem Denkmalschutz und der Denkmalpflege, dem Vermessungswesen, dem Datenschutz, der Statistik und dem Archivwesen.
Das Ministerium ist (neben der Sächsischen Staatskanzlei und dem Sächsischen Staatsministerium der Justiz und für Europa) Mitglied im Normprüfungsausschuss. Des Weiteren bearbeitet es Angelegenheiten des Staatsangehörigkeitsrechtes und der Vertriebenen sowie Angelegenheiten und Recht der Ausländer.